# Carlos Oquendo
Carlos Oquendo, född 16 november 1987 i Medellín, Colombia, är en colombiansk cyklist som tog OS-brons i BMX vid de olympiska cyklingstävlingarna 2012 i London.